# CDC 6600
CDC 6600 је велики рачунар компаније CDC развијен 1964. године. Сматра се првим успешним суперрачунаром и био је три пута брже од рачунара IBM 7030 Stretch. Био је најбржи рачунар од 1964. године па да 1969. године, односно до појаве нјеговог наследника CDC 7600. Софтвер који је покретао овај рачунар није био компактибилан, односно није се могао користити софтвер једног рачунара на другом.
Рачунар је дело Симора Креја, најпознатијег произвођача суперрачунара.